# Stora Essingen
Stora Essingen est une île de Stockholm en Suède, dépendant du district du Kungsholmen,. 

## Situation
Stora Essingen est une île et un quartier de Stockholm, située côté de Lilla Essingen dans le lac Mälaren. 
L'île s'étend sur 73 hectares et est entourée d'Essingefjärden, Essingedjupet, Essingesundet, Klubfjärden et Oxhålet. 
Ses quartiers voisins sont Fredhäll, Lilla Essingen, Gröndal, Smedslätten, Äppelviken et Alvik.
L'île fait partie du district de Kungsholmen. 
Ses anciens noms étaient, entre autres, Store Äsingen et Stora Hessingen.
Elle compte 4 260 habitants (en 2011) pour une superficie de 0,73 km2. 
Elle abrite l’école française de Stockholm, le Lycée Français Saint Louis. 
L'île est parcourue du nord au sud par la Essingeleden, un tronçon de la route européenne 4, qui relie l'île de Lilla Essingen par le Essingebron au quartier de Gröndal par le Gröndalsbron.
Un troisième pont, ferroviaire, mais ouvert aussi aux piétons et aux deux-roues, le pont d'Alvik, relie l'île au quartier d'Alvik.